# I lancieri del Dakota
I lancieri del Dakota (Oh! Susanna) è un film del 1951 diretto da Joseph Kane.
È un western statunitense con Rod Cameron, Lorna Gray, Forrest Tucker e Chill Wills.

## Produzione
Il film, diretto da Joseph Kane su una sceneggiatura di Charles Marquis Warren, fu prodotto dallo stesso Kane, come produttore associato, per la Republic Pictures e girato nel ranch di Corriganville a Simi Valley, California, dal 31 maggio al 24 giugno 1950. I titoli di lavorazione furono The Golden Tide e The Black Hills. Louise Kane, figlia del regista e produttore del film, interpreta Mary Bannon.

## Distribuzione
Il film fu distribuito con il titolo Oh! Susanna negli Stati Uniti nel marzo 1951 al cinema dalla Republic Pictures.
Altre distribuzioni:
- in Finlandia il 26 ottobre 1951 (Intiaanin kunniasana)
- nelle Filippine il 9 marzo 1952
- in Svezia il 28 aprile 1952 (Sista bataljen)
- in Germania Ovest l'11 settembre 1953 (Apachenschlacht am schwarzen Berge)
- in Austria nell'ottobre del 1953 (Apachenschlacht am schwarzen Berge)
- in Danimarca il 12 ottobre 1953 (Indianer-fælden)
- in Giappone il 13 febbraio 1955
- in Messico l'11 febbraio 1960 (Jinetes del valor)
- in Brasile (Massacre)
- in Francia (La revanche des Sioux)
- in Italia (I lancieri del Dakota)